# کارل واگنر
کارل واگنر (چکی: Karel Vágner؛ زادهٔ ۲۲ مارس ۱۹۴۲) موسیقی‌دان، آهنگساز، تهیه‌کننده موسیقی، کاپل‌مایستر، خواننده، کارآفرین، نوازندهٔ گیتار بیس و کنترباس اهل جمهوری چک است.
از فیلم‌هایی که وی در آن‌ها نقش داشته‌است، می‌توان به آفتاب، علف، تن‌کامگی اشاره نمود.